# Fritz Wulfert
Fritz Wulfert (3 de octubre de 1912-23 de octubre de 1987) fue un obrero alemán que fabricó herramientas y un miembro de la resistencia alemana al nazismo.

## Biografía
Desde 1928 Wulfert fue miembro de la Juventud Socialista Obrera (Sozialistische Arbeiter-Jugend). En 1929 ingresó en el Jungbanner, la organización juvenil del Reichsbanner Schwarz-Rot-Gold. También fue miembro del Sindicato Alemán de Trabajadores Metalúrgicos (Deutscher Metallarbeiter-Verband) y de la Juvendtud Librepensadora (Freidenkerjugend). Desde 1931 fue miembro del Partido Socialdemócrata de Alemania (SPD).
En 1932 fue condenado a tres meses de prisión por perturbación del orden público tras un grave enfrentamiento con las SA. El mismo año participó en reuniones encabezadas por Werner Blumenberg destinadas a preparar el SPD local para la ilegalidad.
Después de un año y medio de desempleo trabajó en una Escuela Técnica Superior, pero ya después de nueve meses fue despedido. Desde 1934 trabajó en una planta siderúrgica y en 1935 en una fábrica de armamento que producía misiles antitanques.
En su tiempo libre se encontró frecuentemente con dos miembros antiguos del Jungbanner para hablar sobre la situación política actual. Además se unió al Frente Socialista (Sozialistische Front). «El Frente Socialista fue una organización de resistencia socialdemócrata contra el nazismo en la región de Hannover, activa entre 1934 y 1936. Hoy en día se considera uno de los grupos de resistencia más grandes e importantes de la época anterior a la guerra.» En 1934, después de una reunión del Reichsbanner Schwarz-Rot-Gold, fue secuestrado y maltratado por las SA. Sin embargo, siguió siendo activo en la resistencia. Distribuyó los Sozialistische Blätter (Periódico Socialista).
El 14 de septiembre de 1936 Fritz Wulfert fue detenido e interrogado durante varios días. El 28 de octubre de 1937 fue condenado a dos años de prisión. La larga detención preventiva fue deducida de la sentencia.
Después de que fue puesto en libertad, otra vez trabajó fabricando herramientas. Después de la Segunda Guerra Mundial participó en la reconstrucción del Partido Socialdemócrata de Alemania (SPD).